# Zabawa (województwo wielkopolskie)
Zabawa – osada leśna w Polsce położona w województwie wielkopolskim, w powiecie śremskim, w gminie Książ Wielkopolski.